# 喜岡浩二
喜岡 浩二（きおか こうじ、1942年1月18日 - ）は、日本の実業家。カゴメ代表取締役会長や、同社代表取締役会長、日本ソース工業会会長などを務めた。

## 人物・経歴
兵庫県尼崎市で小学校教員の両親のもとで生まれる。大阪市立大学法学部卒業。大学では硬式野球部に所属。1964年カゴメ入社、大阪営業に配属。大阪支店長を経て、1987年取締役に昇格。1991年常務取締役。1994年代表取締役専務。1996年代表取締役副社長。2002年から代表取締役社長。2009年代表取締役会長、カルビー取締役。2011年カゴメ取締役会長。2012年カゴメ相談役、旭日中綬章受章。日本ソース工業会会長、有恒会会長等も歴任した。